# A. Dirk Moses

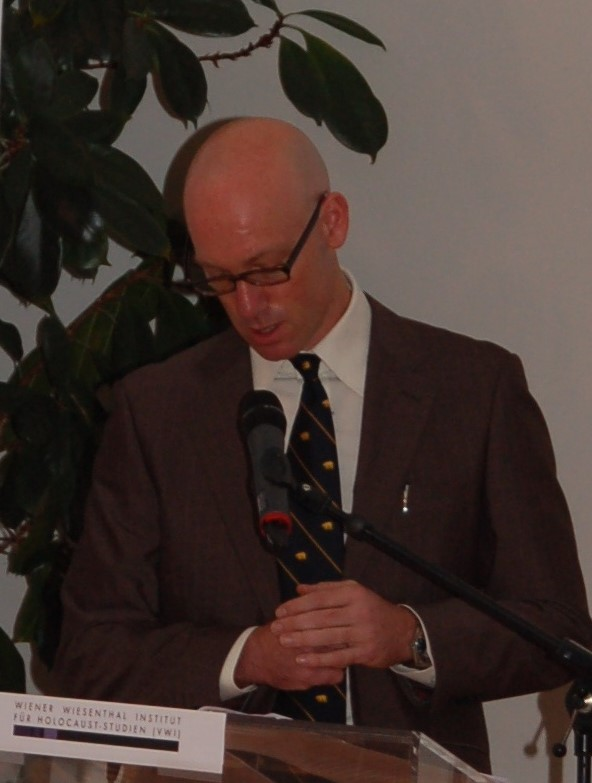
A. Dirk Moses (2010)

Anthony Dirk Moses (geboren 1967 in Brisbane, Queensland) ist ein australischer Historiker, der sich mit den Themen Völkermord, Erinnerungskultur und Begriffsgeschichte beschäftigt. Er ist Anne and Bernard Spitzer Professor für Politikwissenschaft am City College of New York. Er ist Experte für die Geschichte des Völkermords im kolonialen Kontext und der Erinnerungen daran. Er ist Herausgeber des Journal of Genocide Research. 2021 löste er die auch als „zweiter Historikerstreit“ bezeichnete Katechismusdebatte aus.

## Leben
Anthony Dirk Moses ist ein Sohn der deutsch-australischen Erziehungswissenschaftlerin und Universitätsrektorin Ingrid Moses und des Historikers John A. Moses. Moses studierte Geschichte, Politologie und Jura an der University of Queensland (B.A. 1987), machte 1989 einen Master in europäischer Geschichte an der University of St Andrews in Schottland, 1994 einen weiteren Master an der University of Notre Dame in den USA. Er promovierte im Jahr 2000 an der University of California, Berkeley mit einer Arbeit darüber, wie westdeutsche Intellektuelle über die Nazi-Vergangenheit und die demokratische Zukunft ihres Landes debattierten. Die Arbeit erschien 2007 unter dem Titel German Intellectuals and the Nazi Past.
Moses lehrte 2000–2010 und 2016–2020 Geschichte der Neuzeit an der University of Sydney. Von 2011 bis 2015 arbeitete er am Europäischen Hochschulinstitut in Fiesole als Professor für Global- und Kolonialgeschichte. Während seiner Promotion studierte Moses an der Universität Freiburg im Breisgau über die deutsche Holocaustforschung. 2004/05 war Fellow am Centre for Advanced Holocaust Studies des USHMM in New York mit dem Forschungsprojekt Racial Century: Biopolitics and Genocide in Europe and its Colonies, 1850–1950. 2008 war er Humboldt-Stipendiat am Zentrum für Zeithistorische Forschung in Potsdam. Er war im Herbst 2019 Visiting Fellow am WZB Berlin und im Winter 2019–20 Senior Fellow am Lichtenberg-Kolleg in Göttingen. Moses lehrte von 2020 bis 2022 als der Frank Porter Graham Distinguished Professor of Global Human Rights an der University of North Carolina at Chapel Hill.

## The Problems of Genocide(2021)
2021 veröffentlichte Moses das Buch The Problems of Genocide: Permanent Security and the Language of Transgression (Die Probleme des Genozid-Begriffs: Permanente Sicherheit und die Sprache der Gesetzesübertretung), eine Kultur- und Begriffsgeschichte des staatlichen Gewalt- und des Genozidkonzepts. Moses argumentiert, dass das internationale Strafrecht, welches den Völkermord als „Verbrechen der Verbrechen“ einordnet, sowie das Gedenken an Völkermorde oft die strategische Logik hinter der Massengewalt verdecken, welche die globale Vorherrschaft des Westens in den letzten 500 Jahren gesichert hat. So trage etwa die Betrachtung des Holocausts als ein rassistisches Hassverbrechen ohne politischen Hintergrund dazu bei, dass die systematische Gewalt gegen Zivilisten in Kriegen nicht als Genozid klassifiziert wird, wenn sie keine solchen Hassverbrechen sind. Moses argumentiert ferner, dass die staatlichen Sicherheitsansprüche als Motiv und Ursache systematischer Gewalt in der Diskussion unterbelichtet sind.
Im August 2023 erschien auf Deutsch Moses’ kurzer Band Nach dem Genozid. Stephan Malinowski meint, dass sich dieses Buch „als Versuch verstehen lässt, die Kernthesen seines umfangreichen, öffentlich aber nur wenig eingeschlagenen Hauptwerks von 2021 – The Problems of Genocide – in Deutschland weiter zu popularisieren“.

## Katechismusdebatte
Im Mai 2021 initiierte er die sogenannte Katechismusdebatte über das Verhältnis zwischen Holocaust, Genozid und Meinungsfreiheit mit einem Aufsatz in dem schweizerischen Journal Geschichte der Gegenwart, betitelt Der Katechismus der Deutschen. Seine eigenen Repliken erschienen in Die Zeit und auf dem Blog New Fascism Syllabus unter dem Titel Dialectic of Vergangenheitsbewältigung. Moses’ Thesen beeinflussten auch die Fachwelt und sorgten u. a. für eine Buchpublikation, in denen sich u. a. Jürgen Habermas und Saul Friedländer kritisch mit Moses’ Thesen befassen.

## Haltung zum Krieg in Gaza 2023/24
Im November 2023 verurteilte Moses den Terrorangriff der Hamas auf Israel scharf und kritisierte gleichzeitig das israelische Vorgehen im Krieg in Gaza, durch das zwei Millionen Palästinenser einer Serie von Kriegsverbrechen und Massenvertreibungen ausgesetzt würden. Ebenfalls kritisierte er die Regierungen westlicher Staaten, die den Terrorangriff der Hamas als „unprovoziert“ bezeichnet hatten. Damit würden sie die „gesamte Geschichte, die dazu geführt hat“, ignorieren. Im August 2023 war Moses einer der Unterzeichner der Petition „The Elephant in the Room“ gewesen, die Israels Besetzung der Palästinensergebiete als ein Apartheid-Regime verurteilte. Seit Sommer 2024 bezeichnet er das Vorgehen der israelischen Verteidigungsstreitkräfte im Krieg gegen die Hamas als Genozid.

## Schriften (Auswahl)
- The Forty-fivers: The Languages of Republicanism and the Foundation of West Germany, 1945–1977. Dissertation. Berkeley : University of California, Berkeley, 2000, OCLC 47068134
- (Hrsg.): Genocide and Settler Society: Frontier Violence and Stolen Indigenous Children in Australian History. New York: Berghahn Books, 2004
- German Intellectuals and the Nazi Past. New York: Cambridge University Press, 2007
- mit Dan Stone: Colonialism and Genocide. London: Routledge, 2007
- Toward a Theory of Critical Genocide Studies. In: Jacques Sémelin (Hrsg.): Online Encyclopedia of Mass Violence, 2008
- (Hrsg.): Empire, Colony, Genocide: Conquest, Occupation and Subaltern Resistance in World History. New York : Berghahn, 2008
- Donald Bloxam, A. Dirk Moses (Hrsg.): Oxford Handbook of Genocide Studies. 2010
- Time, Indigeneity, and Peoplehood: The Postcolony in Australia. Postcolonial Studies, 13(1), 2010, S. 9–32
- Genocide and the Terror of History. In: Parallax, 17(4), 2011, S. 90–108 ISSN 1353-4645
- Bart Luttikhuis, A. Dirk Moses: Colonial Counterinsurgency and Mass Violence: The Dutch Empire in Indonesia. London: Routledge, 2014
- Empire, Resistance, and Security: International Law and the Transformative Occupation of Palestine. In: Humanity: An International Journal of Human Rights, Humanitarianism, and Development, 8(2), 2017, S. 379–409
- Lasse Heerten, A. Dirk Moses: Postcolonial Conflict and the Question of Genocide: The Nigeria-Biafra War, 1967–1970. Florenz: Taylor and Francis, 2018
- Avril Alba, Jennifer Barrett, A. Dirk Moses: The Holocaust and Human Rights Exhibition. Sydney Jewish Museum. Sydney, 2018
- The Problems of Genocide: Permanent Security and the Language of Transgression. Cambridge University Press, 2021, ISBN 978-1-009-02832-5
- Der Katechismus der Deutschen. In: Geschichte der Gegenwart. 23. Mai 2021[12]
- Nach dem Genozid. Grundlage für eine neue Erinnerungskultur. Aus dem Englischen von David Frühauf, Matthes & Seitz, Berlin 2023, ISBN 978-3-7518-0565-0.